# Pháo đài số
Pháo đài số (Digital Fortress) là tiểu thuyết thể loại tình báo của tác giả người Mỹ Dan Brown, xuất bản năm 1998 bởi St. Martin's Press (ISBN 0-312-26312-0).

## Giới thiệu nhân vật
- Susan Fletcher: nhân viên giải mã của Crypto thuộc NSA, đính hôn với David Becker.
- Trevor Strathmore: người đứng đầu Crypto và là phó giám đốc NSA.
- David Becker: người yêu của Susan Fletcher. Anh ta là giáo sư về ngôn ngữ giảng dạy ở trường đại học.
- Ensei Tankando: một thành viên cũ của NSA và đã chuyển sang chống lại NSA khi tạo ra "Pháo đài số". Anh ta bị tàn tật do bị nhiễm chất phóng xạ đồng thời là đã từng là một đứa trẻ bị bỏ rơi.
- North Dakota (biệt danh NDAKOTA): kẻ đồng phạm giả tưởng của Ensei Tankando - thực ra chính là anh ta.
- Hulohot: sát thủ của NSA (nhân vật luôn được mô tả với gọng kính bằng kim loại). Trong truyện hắn bị điếc và báo cáo cho người thuê hắn bằng cách nhắn tin. Hắn có thói quen nhắn tin báo đã giết người ngay trước khi hắn hạ thủ. Chính chi tiết này đã có tác dụng không nhỏ trong truyện.
- Midge Milken: một phụ nữ được miêu tả khoảng 60 tuổi. Bà là đứng đầu mạng lưới an ninh bên trong của NSA.
- Greg Hale: nhân viên của Crypto. Anh ta là con người vô tội và đã bị Strathmore giết.
- Leland Fontaine: giám đốc của NSA.

## Lược truyện
Câu chuyện giả tưởng xoay quanh một cuộc hành trình đi tìm lời giải cho bí ẩn "Pháo đài số" và cỗ máy giải mã TRANSLTR. Susan Fletcher được sếp của cô là Trevor Strathmore thông báo về một mật mã dựa trên thuật toán văn bản gốc luân hồi. Có thể nói ông ta tin rằng đây là một loại mật mã không thể giải mã nổi mà một máy giải mã gồm 3 triệu bộ xử lý như TRANSLTR cũng không thể giải nổi và chính vì thế ông để cho TRANSLTR tìm cách giải mã "Pháo đài số". Đồng thời Strathmore còn nhờ David Becker tới Tây Ban Nha để lấy lại đồ đạc của Ensei Tankando - người đã tạo ra "Pháo đài số" đã đột ngột chết trong một cơn đau tim tại Sevilla, Tây Ban Nha. Ensei đã công bố về mật mã "Pháo đài số" và yêu cầu NSA phải công bố cho thế giới biết sự thực về TRANSLTR, công cụ bẻ khóa mà NSA đã sử dụng. Anh ta cáo buộc TRANSLTR cũng như NSA đã luôn vi phạm bản quyền con người và việc tất cả bí mật riêng tư qua mạng đều có thể được đọc bởi NSA là một việc làm cần ngăn chặn.
Khi công việc điều tra cũng như hóa giải "Pháo đài số" dần hé mở thì càng xuất hiện nhiều chi tiết đáng ngờ. Ensei đã để lộ thông tin về một người đồng sự là "North Dakota" sẽ công bố miễn phí khi anh ta chết. Và thật bất ngờ khi Fletcher đã đoán ra rằng Greg Hale có thể chính là "North Dakota" và chính anh ta đã giết Chartrukian - một nhân viên khác của Crypto. Trong khi đó ở Tây Ban Nha, David phải theo đuổi một cuộc truy tìm và chạy đua vớ vẩn: tìm lại chiếc nhẫn mà Ensei để lại trước khi chết đồng thời giữ mạng sống khi bị tên sát thủ giấu mặt đuổi theo truy sát.
Nhưng cuối cùng khi các tình tiết gắn kết với nhau thì sự thật đã hé lộ tất cả. Strathmore tìm cách làm chủ mật mã "Pháo đài số" sau đó ông ta sẽ công bố về sự thật về TRANSLTR và thừa nhận rằng "Pháo đài số" là mật mã không thể giải nổi. Sau đó khi mọi người đã tin tưởng sử dụng "Pháo đài số" như công cụ bảo mật thì công việc của NSA sẽ thuận lợi hơn khi nắm được chìa khóa giải mã trong tay. Chính ham muốn này đã là động cơ để Strathmore ra lệnh cho Hulohot trừ khử Ensei cũng như nhiều người khác và thậm chí cả David để có được mật mã cho "Pháo đài số" đồng thời ông ta bỏ qua việc kiểm tra virus để cho TRANSLTR giải mã "Pháo đài số". Nhưng tất cả kế hoạch này đã thất bại thảm hại, kế hoạch của Ensei quá hoàn hảo. "North Dakota" thực ra chỉ là một quân bài giả để anh ta làm cho Strathmore tin tưởng rằng tồn tại mật mã mà TRANSLTR không thể giải nổi. "Pháo đài số" thực ra đơn giản chỉ là một loại virus có tác dụng phá hủy hệ thống an ninh của ngân hàng dữ liệu chính của NSA. Anh ta định ép NSA phải công bố về TRANSLTR và sau đó anh ta sẽ cung cấp mật mã để hóa giải con virus "Pháo đài số". Việc giải "Pháo đài số" đã đem lại hậu quả tai hại cho cả Strathmore và TRANSLTR. Cùng lúc đó David Becker đã thoát khỏi được tên sát thủ và có được chiếc nhẫn của Ensei.
Cuộc chạy đua nước rút đã ở giai đoạn cuối khi "Pháo đài số" bắt đầu phá hủy hoàn toàn hệ thống an ninh. Fletcher và David Becker đã cùng nhau tìm ra mật mã của "Pháo đài số" - một mật mã đơn giản: số 3. Ngân hàng dữ liệu chính của NSA được bảo vệ. Kết thúc câu chuyện là David Becker và Susan Fletcher tiếp tục sống với nhau hạnh phúc và bỏ qua cho nhau những giận dỗi và thiếu cảm thông với nhau.